# Medborgarhuset Trappan

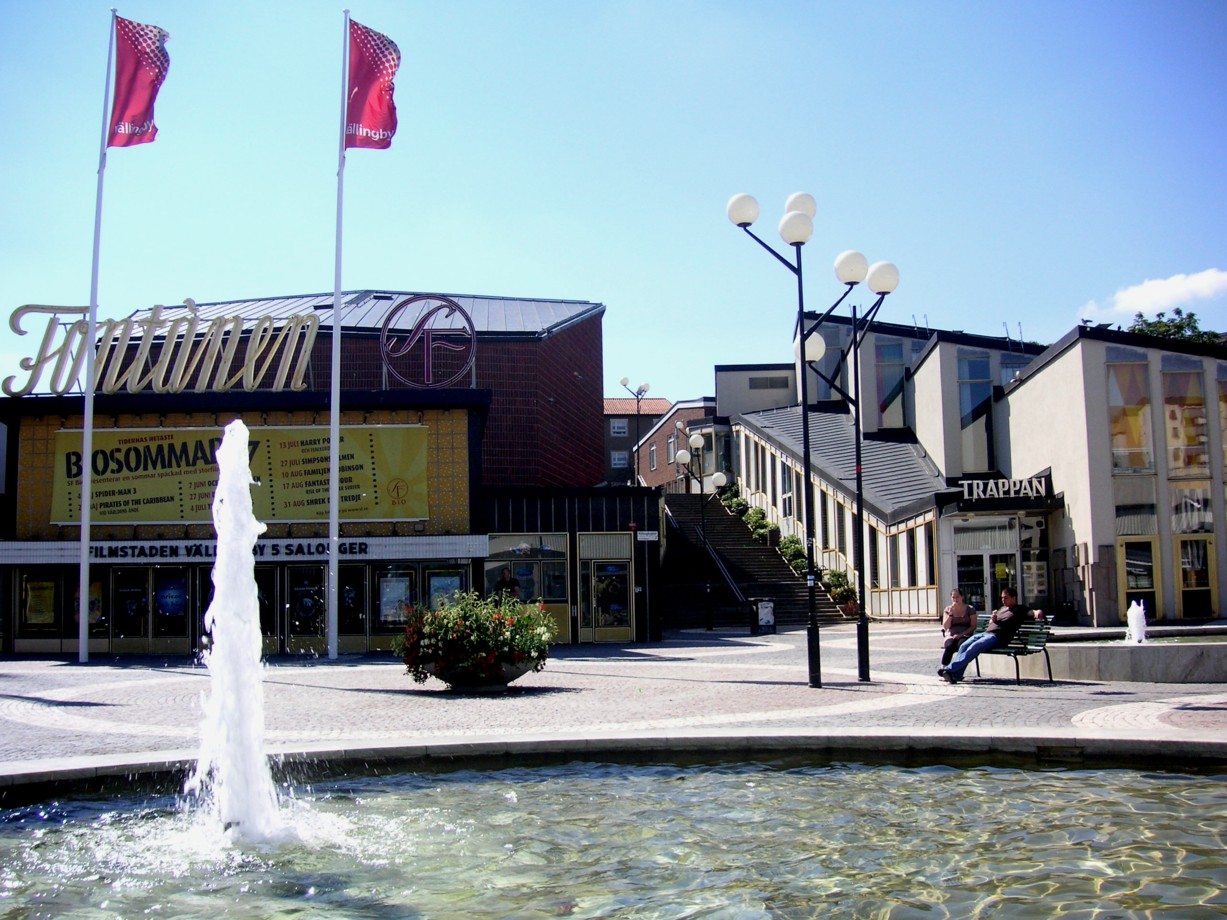
Medborgarhuset Trappan till höger i bilden

Medborgarhuset Trappan är ett medborgar- och kulturhus i Stockholmsstadsdelen Vällingby, invigt 1956.
Medborgarhuset Trappan är en k-märkt byggnad i centrala Vällingby. Medborgarhuset ritades av Sven Backström och Leif Reinius och utgör en viktig del av Vällingby som mönster för 1950-talets förortsvision, ABC-staden. Byggnaden är konstruerad i avsatser mellan ett nedre och ett övre torg och har sedan invigningen 1956 varit ett forum för kultur och föreningsliv i Stockholmsstadsdelen Vällingby-Hässelby. Verksamheten drivs av Medborgarhusföreningen Trappan med teater, musik, bibliotek, föreläsningar, barnprogram, utställningar, kurser och servering. 
Våren 2016 återinvigdes medborgarhuset efter renoveringar. Då öppnade också Kulturhuset Stadsteatern sin satellitscen Kulturhuset Stadsteatern Vällingby, för permanent teaterverksamhet. Teatern leds av Olof Hanson och Ayesha Quraishi. Från början av 2017 utgör teatern en gästspelsscen även för Kulturhuset Stadsteaterns turnéverksamhet Kretsteatern.